# جون ماكليلان هولمز
جون ماكليلان هولمز (بالإنجليزية: John McClellan Holmes)‏ هو رجل دين أمريكي، ولد في 22 يناير 1834 في ليفينغستون في الولايات المتحدة، وتوفي في 21 يونيو 1911.